# 씨피시스템
씨피시스템(CP System)는 대한민국의 케이블체인 기업이다. 본사는 부산시 동래구 안락2동 160-2에 위치해 있으며 대표이사는 김경민·김혜정이다.  케이블 체인, 로보웨이, 플렉시블 튜브 및 커넥터 등을 생산한다.

## 역사
1993년에 창립하여 현재는 26개국에 제품을 수출한다

## 상장
2024년 6월 27일 유진스팩8호와 합병해 코스닥 시장에 상장하였다.

## 참고문헌
1. ↑  씨피시스템 33세 김혜정 대표 "11일 코스닥 상장...MZ 몰리는 회사 만들것"
2. ↑  씨피시스템(주) 김경민 대표, 2009-01-11
3. ↑  진영기, 씨피시스템, 스팩 합병 상장 첫날 11%대 약세, 한국경제